# 한신 고속도로 15호 사카이선
한신 고속도로 15호 사카이 선(일본어: 阪神高速15号堺線, Route 15 Sakai Line)은 오사카부 오사카시의 환상 분기선(고즈 입구)에서 사카이 출입구)까지 이어주는 한신 고속도로의 노선으로, 총 연장은 13.4 km이다. 다만, 환상선의 내측에 해당하고 있는 고즈~미나토마치 사이의 구간은 사카이 방면에 한하여 일방통행으로 이루어져 있고, 센니치마에 선(千日前線)이라는 통칭이 적용된다. 

## 노선명
- 오사카부도 고속 오사카 사카이 선

## 교차하는 도로
- 한신 고속도로 1호 환상선
- 한신 고속도로 6호 야마토가와 선
- 한신 고속도로 17호 니시오사카 선